# La Bazoque, Orne
La Bazoque är en kommun i departementet Orne i regionen Normandie i nordvästra Frankrike. Kommunen ligger i kantonen Flers-Nord som tillhör arrondissementet Argentan. År 2022 hade La Bazoque 272 invånare.

## Befolkningsutveckling
Antalet invånare i kommunen La Bazoque
| Referens: INSEE |